# Mer
Mer o Mer-sur-Loire è un comune francese di 6 194 abitanti situato nel dipartimento del Loir-et-Cher nella regione del Centro-Valle della Loira.

## Storia

### Simboli
La città ha adottato come proprio stemma quello dei visconti di Pompadour. Madame de Pompadour era proprietaria di Menars nel XVIII secolo e la signoria di Menars comprendeva Mer, Maves, Averdon e Villebarou.
Lo stemma del comune di Mer è uguale a quello di Arnac-Pompadour nel dipartimento della Corrèze.

## Società

### Evoluzione demografica
Abitanti censiti